# Jillian Morgese
Jillian Morgese (* 25. září 1989 Fair Lawn, New Jersey) je americká herečka.
Již v dětství hrála v reklamách, poté se věnovala gymnastice. Vystudovala Fashion Institute of Technology. Objevila se jako komparzistka v několika seriálech, včetně Zákon a pořádek a Spravedlnost v krvi. V roce 2012 si zahrála drobnou roli servírky ve filmu Avengers (2012). Joss Whedon, režisér tohoto snímku, jí následně nabídl hlavní roli ve filmu Mnoho povyku pro nic (2012), adaptaci stejnojmenné Shakespearovy hry, kde ztvárnila postavu Héró.